# Weißer Matapfel
Der Weiße Matapfel, auch Würz-Apfel, Weißer Würzapfel, Tiefbutzen, Stielapfel, Cromelor oder Spätblühender Matapfel genannt, ist eine Sorte des Kulturapfels (Malus domestica).
Der Weiße Matapfel ist eine typische Kelterapfelsorte, deren saftreiche Früchte mit ihrem süßsäuerlichen Weingeschmack auch heute noch für die Apfelwein-Herstellung geschätzt werden. Der für die Kelterung wichtige Zuckergehalt liegt bei 14 %, der Säuregehalt bei 9 g je Liter.
Der Weiße Matapfel entstand als Zufallssämling um etwa 1810 in Süddeutschland, wo er heute noch vereinzelt kommerziell angebaut wird. Er zählt zu den anspruchslosen und klimatisch sehr robusten Sorten, die außerdem noch widerstandsfähig gegen Schorf, Mehltau und Obstbaumkrebs sind. Aufgrund seines starken Wachstums mit den breit-kugelförmigen Kronen und überhängenden Zweigen wurde er früher gern entlang der Straßen und Wege gepflanzt. Er ist außerdem eine typische Sorte des Streuobstanbaus.